# Маргарита Люксембурзька
Маргарита Люксембурзька (люксемб. Margaretha vu Lëtzebuerg, фр. Margaretha  de Luxembourg), повне ім'я Маргарита Антонія Марія Феліція Люксембурзька (нар. 15 травня 1957) — люксембурзька принцеса, донька великого герцога Люксембурга Жана та бельгійської принцеси Жозефіни-Шарлотти, дружина принца Ліхтенштейну Ніколауса, молодша сестра правлячого великого герцога Анрі.

## Біографія
Маргарита та її брат-близнюк Жан народилась 15 травня 1957 року у замку Бецдорф в родині спадкоємця люксембурзького престолу Жана та його дружини Жозефіни-Шарлотти Бельгійської. Хрещеними новонародженої стали герцог-консорт Люксембурга Феліче Бурбон-Пармський, її дід з батьківського боку, та данська принцеса Маргарита Шведська, двоюрідна бабуся з материнського боку.
В родині вже зростали старші діти: Марія-Астрід та Анрі, а згодом народився молодший син Гійом. Коли Маргариті виповнилося сім, її батько успадкував трон Люксембурзького герцогства.
Освіту принцеса здобувала у Люксембурзі, зокрема в Європейській школі, Бельгії, Великій Британії та США.
У віці 24 років вступила в шлюб з 34-річним принцом Ліхтенштейну Ніколаусом, третім сином правлячого князя Франца-Йозефа II. Церемонія відбулася 20 березня 1982 у Соборі Люксембурзької Богоматері. У шлюбі народила четверо дітей.
Принцеса Маргарита не має офіційних обов'язків. Однак, як член королівських родин Люксембурга, Ліхтенштейна та Бельгії, відвідує королівські весілля та інші офіційні заходи.

## Родина
Чоловік — Ніколаус Ліхтенштейнський
Діти:
- Леопольд-Еммануель (* та †1984) — помер після народження;
- Марія-Анунціата (нар.1985);
- Марія-Астрід (нар.1987);
- Йозеф-Емануель (нар.1989).